# DDR-Meisterschaften im Feldfaustball 1971
Die DDR-Meisterschaften im Feldfaustball 1971 waren seit 1949 die 22. Austragung der Meisterschaften im Faustball in der DDR.
Die Finalkämpfe der vier besten Mannschaften der Oberliga fanden am 11. September 1971 in Schleife statt.
Einen bemerkenswerten Erfolg errangen die Faustball-Damen der TSG Berlin-Oberschöneweide, denen bei den Finalspielen um die DDR-Faustballmeisterschaft als Oberliga-Neuling auf Anhieb ein dritter Platz gelang.

## Frauen
Abschlusstabelle nach der Hauptrunde:
| Platz | Mannschaft                     | Punkte            |
| ----- | ------------------------------ | ----------------- |
| 1.    | SG Görlitz                     | 23:5              |
| 2.    | ISG Hirschfelde                | 20:8              |
| 3.    | TSG Berlin-Oberschöneweide (N) | 17:11             |
| 4.    | Lok Schleife (M)               | 15:13 (+ 2 Bälle) |
| 5.    | Lok Schwerin                   | 15:13 (- 9 Bälle) |
| 6.    | Pentacon Dresden (N)           | 14:14             |
| 7.    | Motor Rathenow                 | 6:22              |
| 8.    | Lokomotive Dresden             | 2:26              |

Auf-/Abstieg: Die Mannschaften von Lok Dresden und Motor Rathenow stiegen aus der Oberliga in die Liga ab.
In der Frauen-Liga-Aufstiegsrunde setzten sich Chemie Weißwasser und Motor Mockau durch.
Aufstiegsrunde:
| Platz | Mannschaft            | Punkte  |
| 1.    | Chemie Weißwasser     | 10:0    |
| 2.    | Motor Mockau          | 8:2     |
| 3.    | Turbine Halle         | 4:6 −11 |
| 4.    | Fortschritt Eppendorf | 4:6 −17 |
| 5.    | Aktivist Staßfurt     | 2:8 −18 |
| 6.    | Fortschritt Groitzsch | 2:8 −36 |

Finalturnier
Halbfinalpaarungen:
- TSG Berlin-Oberschöneweide – ISG Hirschfelde 31:43 (13:22)
- Lok Schleife – SG Görlitz 29:31 (11:19)

Spiel um Platz 3:
- TSG Berlin-Oberschöneweide – Lok Schleife 29:26 (16:16)

Finale:
- SG Görlitz – ISG Hirschfelde 44:34 (25:14)

Abschlusstabelle
| Platz | Mannschaft                 |
| ----- | -------------------------- |
| 1.    | SG Görlitz                 |
| 2.    | ISG Hirschfelde            |
| 3.    | TSG Berlin-Oberschöneweide |
| 4.    | Lok Schleife               |

## Männer
Abschlusstabelle nach der Hauptrunde:
| Platz | Mannschaft                | Punkte            | Siege             | Remis             | Niederlagen       | Bälle             |
| 1.    | Chemie Zeitz              | 31:1              | 31                | 1                 | –                 | 637:427           |
| 2.    | ISG Hirschfelde (M)       | 26:6              | 13                | –                 | 3                 | 542:419           |
| 3.    | Motor Schleusingen        | 20:12             | 10                | –                 | 6                 | 521:503           |
| 4.    | Fortschritt Zittau        | 17:15             | 8                 | 1                 | 7                 | 518:491           |
| 5.    | Motor Greiz               | 14:18             | 6                 | 2                 | 8                 | 475:491           |
| 6.    | Lokomotive Dresden        | 10:22             | 4                 | 2                 | 10                | 450:549           |
| 7.    | Einheit Halle (N)         | 9:23              | 4                 | 1                 | 11                | 459:516           |
| 8.    | Medizin Erfurt            | 9:23              | 4                 | 1                 | 11                | 468:573           |
| 9.    | Fortschritt Eppendorf (N) | 8:24              | 4                 | –                 | 12                | 447:548           |
| 10.   | Empor Rudolstadt          | disqualifiziert 1 | disqualifiziert 1 | disqualifiziert 1 | disqualifiziert 1 | disqualifiziert 1 |

Ab-/Aufstieg: Absteiger aus der Oberliga zur Liga waren Neuling Fortschritt Eppendorf und die disqualifizierte Mannschaft von Empor Rudolstadt. Als Gewinner der Aufstiegsrunde im Leipziger „Stadion des Friedens“ erreichten Rotation Dresden und Fortschritt Glauchau die DDR-Oberliga 1972.
Aufstiegsrunde:
| Platz | Mannschaft           | Punkte  |
| 1.    | Rotation Dresden     | 8:2     |
| 2.    | Fortschritt Glauchau | 7:3     |
| 3.    | Einheit Jüterbog     | 6:4     |
| 4.    | Chemie Weißwasser    | 5:5     |
| 5.    | Motor Mölkau         | 2:8 −19 |
| 6.    | Fortschritt Ostritz  | 2:8 −37 |

Finalturnier
Halbfinalpaarungen:
- Chemie Zeitz – Fortschritt Zittau 35:52 (19:25)
- ISG Hirschfelde – Motor Schleusingen 53:28 (28:17)

Spiel um Platz 3:
- Chemie Zeitz – Motor Schleusingen 50:37 (19:23)

Finale:
- BSG Fortschritt Zittau – ISG Hirschfelde 42:39 (22:18)

Abschlusstabelle
| Platz | Mannschaft             |
| ----- | ---------------------- |
| 1.    | BSG Fortschritt Zittau |
| 2.    | ISG Hirschfelde        |
| 3.    | BSG Chemie Zeitz       |
| 4.    | Motor Schleusingen     |

## Weitere Ergebnisse
DDR-Meister der Feldsaison 1971:
- männliche Jugend: Lok Dresden
- weibliche Jugend: MK Benndorf
- Schüler: Fortschritt Walddorf
- Schülerinnen: Aktivist Freienhufen

- Pionierpokal:
  - Schüler: Fortschritt Walddorf
  - Schülerinnen: Aktivist Freienhufen
- FDJ-Pokal:
  - männliche Jugend: Lok Dresden